# HMS Ark Royal (R07)

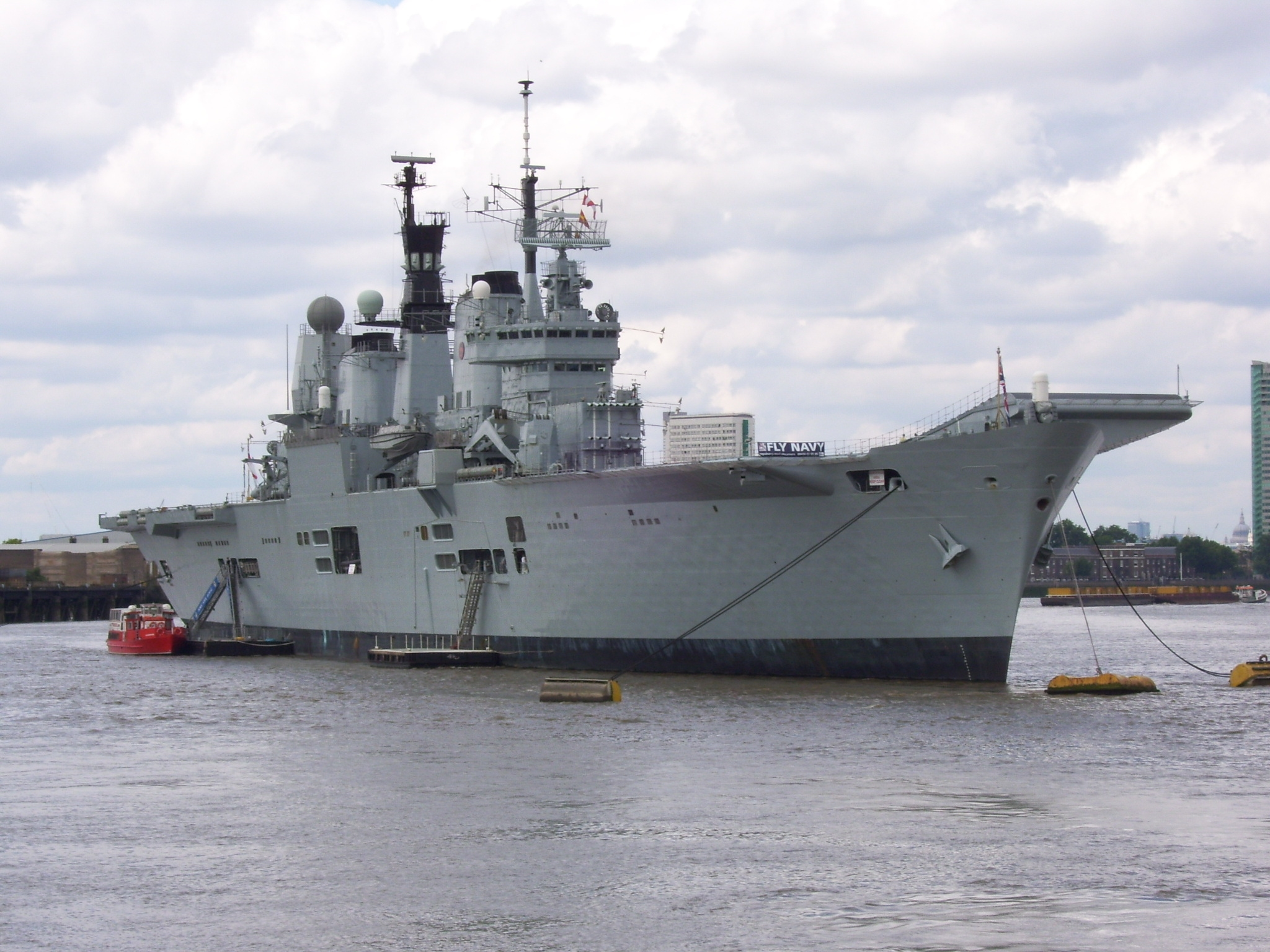
HMS Ark Royal

HMS Ark Royal este un portavion al Marinei Regale a Regatului Unit, din clasa Invincible. Din 1588 este cea de a cincia navă de luptă a Marinei Regale care poartă acest nume.

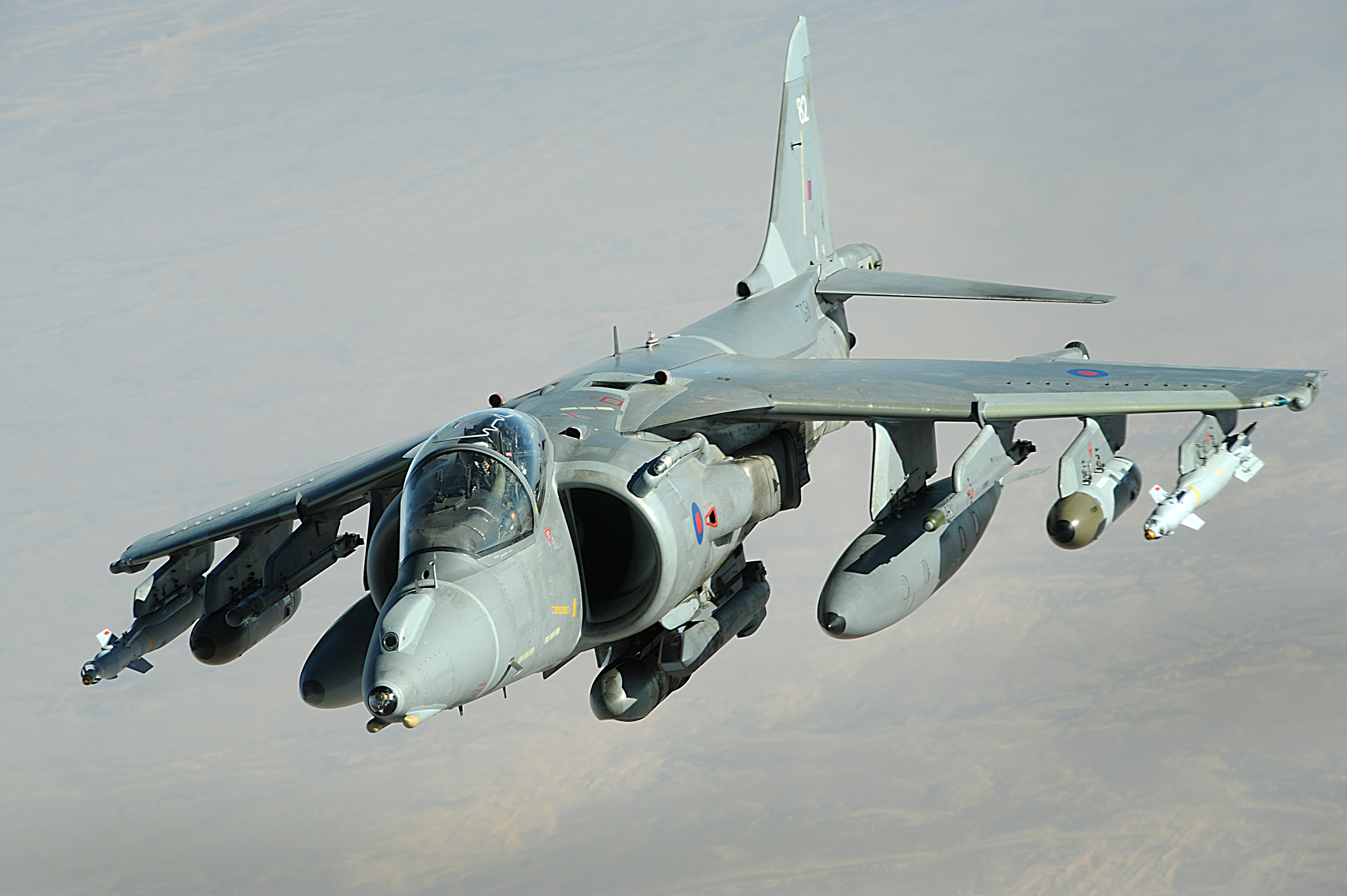
Avion cu decolare pe verticală Harrier GR9
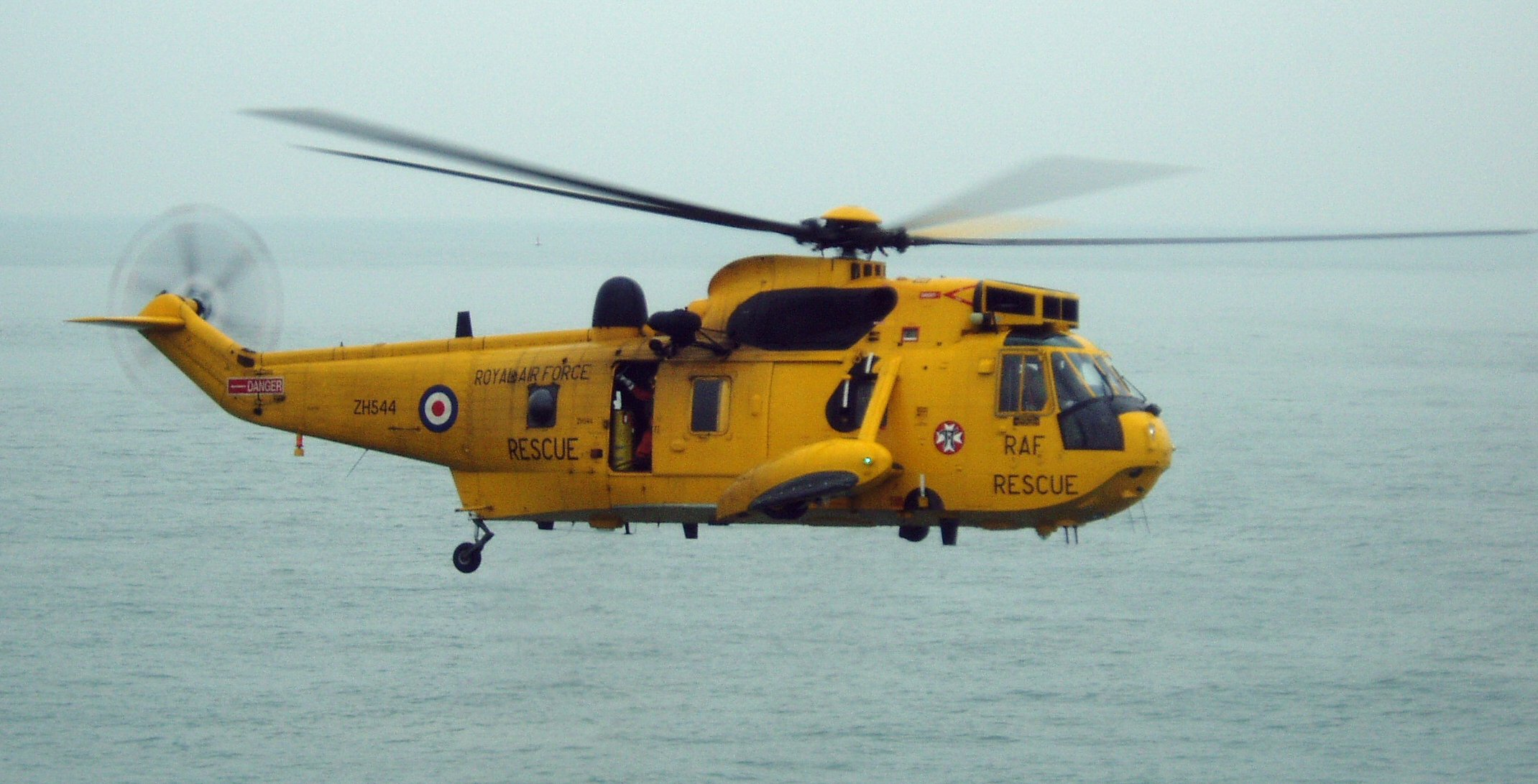
Elicopter Westland Sea King
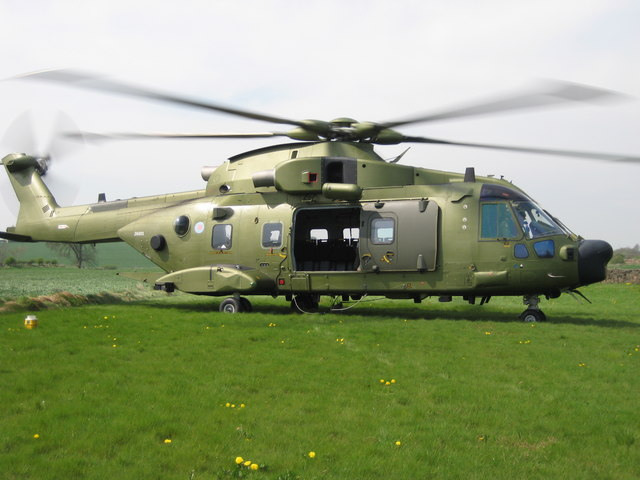
Elicopter Merlin